# Alba D’Urbano
Alba D’Urbano (* 13. April 1955 in Tivoli, Italien) ist eine italienische Künstlerin, die seit 1984 in Deutschland lebt und seit 1995 als Professorin an der Hochschule für Grafik und Buchkunst Leipzig lehrt.

## Leben, Laufbahn und politisches Engagement
Alba D’Urbano ist das mittlere von drei Kindern des Steinmetzes Quirino D’Urbano und seiner Frau Giuseppa Baldacci. Sie wurde ein Jahr nach dem Tod ihres älteren Bruders geboren. Um der belastenden Atmosphäre im Elternhaus zu entkommen, zog sie sich in ihre eigene Welt zurück und zeichnete viel.
Nach dem Abitur studierte sie von 1974 bis 1978 Philosophie an der Universität La Sapienza in Rom. Bereits während ihrer Schulzeit war sie politisch aktiv; an der Universität setzte sie dieses Engagement fort und beteiligte sich unter anderem an der Besetzung der Hochschule im Jahr 1977. Ihre Prägung als Künstlerin erfuhr Alba D’Urbano als Teil der „zerstreuten Avantgarde“ (Klemens Gruber), die einen Paradigmenwechsel in der Beziehung zwischen Kunst, Politik und Massenkommunikation herbeizuführen suchte. Vor diesem Hintergrund produzierte Alba D’Urbano unter anderem experimentelle Radiosendungen für den alternativen Sender Radio Gulliver in Tivoli (Vorbild waren Sender wie Radio Alice in Bologna und Radio Città Futura in Rom) und gründete mit gleichgesinnten Frauen eine feministische Gruppe.
1979 nahm sie – gegen den Widerstand ihrer Familie – ein Studium der Bildenden Kunst an der Accademia di Belle Arti in Rom bei Enzo Brunori auf. In dieser Zeit entstanden experimentelle Arbeiten in Zusammenarbeit mit anderen Künstlern. Einer davon war der Komponist Alessandro Cipriani, mit dem sie Performances, Super-8-Filme und künstlerische Aktionen im öffentlichen Raum realisierte.
1984 zog Alba D’Urbano nach Berlin (West), wo sie ab 1985 visuelle Kommunikation an der Universität der Künste studierte. 1989 wurde sie Meisterschülerin bei Wolfgang Ramsbott im Fach Experimentelle Filmgestaltung. 1990 war sie Stipendiatin am Institut für Neue Medien in Frankfurt am Main, das von Peter Weibel geleitet wurde. In dieser Zeit lernte sie ihren späteren Ehemann Nicolas Reichelt kennen, mit dem sie in den Folgejahren mehrere intermediale Projekte umsetzte.
Nach einem Lehrauftrag an der Hochschule für Gestaltung Offenbach am Main erhielt sie 1995 einen Ruf an die Hochschule für Grafik und Buchkunst Leipzig, wo sie seitdem eine Professur für Computergrafik innehat und seit 1998 die Klasse für Intermedia leitet. 2003/04 war sie für ein Studienjahr an der Freien Universität Bozen tätig. Seit 2000 kuratiert sie im Rahmen ihrer Hochschultätigkeit zahlreiche auf nationaler und internationaler Ebene, die sich mit politischen und sozialen Themen auseinandersetzen und dabei sowohl prozessorientierte als auch medienreflexive Methoden einbeziehen. Neben ihrer eigenen künstlerischen Tätigkeit arbeitet Alba D’Urbano seit 2000 mit Tina Bara zusammen.

## Werk
In den 1980er Jahren richtete sich das künstlerische Interesse von Alba D’Urbano auf die gravierenden Veränderungen der Wahrnehmung von Wirklichkeit durch den zunehmenden Einfluss der virtuellen, manipulierbaren Bilderflut der Massenmedien. Dabei stand die Beziehung zwischen Schrift und Neuen Medien im Zentrum ihrer künstlerischen Auseinandersetzung. Der West-Berliner Stadtraum mit seinen teilweise gekappten Kommunikationswegen und dem „Inselstatus“ war Schauplatz ihrer ersten Videoarbeiten aus der Serie Nur die Augen können (gedreht am Checkpoint Charlie, 1985) und Kreis, der (gedreht am Ernst-Reuter-Platz, 1987). Für die Videoinstallationen der Serie Berlin Kulturstadt Europas nahm sie die ortsansässigen Kommunikationsmedien in den Blick, während sie in der Gemäldeserie Prometheus die menschliche Kommunikationsverarmung und der Verlust der Schrift bearbeitete.
In den 1990er Jahren wandte sich Alba D’Urbano „der interaktiven Video- und Computer-Installation zu, der sie als künstlerisches Ausdrucksmittel durch ihre kreative, komplexe, experimentell erweiternde und problembewusste Ausgestaltung wichtige Impulse gab“. In ihren zum Teil mehrfach medial variierten Projekten (z. B. L’esposizione impraticabile, 1992, 1996, Rosa Binaria, 1993–96, Hautnah und Il sarto immortale, 1995–98) „sensibilisiert“ sie den Betrachter für die massenmediale „Problematik ohne Polemik und unter Wahrung der ästhetischen Suggestivkrkaft diverser Medien.“
Um dem überwältigenden Angebot an Medienbildern etwas entgegenzusetzen, spielte sie mit den Erwartungen des Betrachters. Sie ersetzte Bilder durch unlesbare Zeichenketten und lenkte den Blick des Betrachters auf den Entstehungsprozess medialer Bilder. International bekannt wurde sie insbesondere durch ihre mehrteiligen Projekte Hautnah und Il Sarto Immortale, in denen sie Bilder ihres eigenen Körpers digital verarbeitete, auf Stoff drucken und in Kleidungsstücke transformieren ließ, die von Models auf Laufstegen präsentiert wurden. Im Wechselspiel von Kleidung und Nacktheit wollte sie die Vermarktung des Körpers der Frau in den Massenmedien und in der Modeindustrie entlarven.
In ihren – zusammen mit Tina Bara – entwickelten Arbeiten, die von feministischen Positionen inspiriert sind, steht der Körper als Matrix, in die sich Identität als kulturelle und soziale Konstruktion einschreibt. Dabei geht es den Künstlerinnen immer wieder um den Prozess der Zuweisung normativer Verhaltensweisen. In einer Reihe medienübergreifender Projekte wie Portrait Alba / Tina Ritratto und Bellissima greifen die Künstlerinnen mitunter auf biographisches Material zurück. Neu hinzugekommen ist durch Tina Bara das Thema DDR-Vergangenheit. Die Portraitserie Siegerehrungen (2003) zum Beispiel zeigt ehemalige Leistungssportlerinnen der DDR. Das Projekt Covergirl: Wespen-Akte (2007–2009) beschäftigt sich mit der oppositionellen Gruppe Frauen für den Frieden, der auch Tina Bara angehörte.

## Einzelausstellungen (Auswahl)
- 1987 Ingranaggio/Interlocking mit Andrea Scrima. Karo Galerie Berlin
- 1991 Videoinstallationen mit Martin Figura. Shin Shin Galerie, Berlin
- 1991 Occhio Elettronico. Studio Leonardi, Genua
- 1992 L’esposizione impraticabile. Kommunale Galerie, Frankfurt am Main
- 1993 Un Anno. Galleria Stefania Miscetti, Rom
- 1993 Rosa Binaria. Galerie im Bürgerhaus, Neunkirchen; Galerie der Stadt Fellbach
- 1994 Der negierte Raum. Sequenz, Frankfurt am Main
- 1994 Un Anno. Galerie Beckers, Darmstadt
- 1995 Hautnah. Sonderausstellung in der Kunst ’95, Zürich
- 1996 Rosa Binaria: Spirale. Kunstverein Friedrichshafen
- 1996 Rosa Binaria. Kunstvideoforum, Stadtwerke Hameln
- 1996 Der Faden. Kunstverein Celle, Gotische Halle im Schloss Celle
- 1996 In Vitro. Institut für Neue Medien, Frankfurt am Main
- 1997 Il sarto immortale: couture. Nassauischer Kunstverein, Wiesbaden
- 1998 Il sarto immortale: display. Kunstverein an der Finkenstraße, München; Galerie Pohlhammer, Steyr, (A)
- 1998 Die wunderschöne Wunde. Städtische Galerie im Karmeliter Kloster, Frankfurt am Main
- 1998 …as save as… Literaturhaus, München
- 2000 outside. Kunstforum Berlin, Aktion im Stadtraum/Performance in urban space, Berlin
- 2003 Whoami. Lindenau-Museum, Altenburg
- 2003 Corporal Identity mit Tina Bara. Galerie Schüppenhauer, Köln
- 2004 Whoami. Stadtgalerie Kiel; Neuer Kunstverein Aschaffenburg
- 2004 Opere d’Arte 36 mit Tina Bara. Galleria Stefania Miscetti, Rom
- 2009 Bellissima mit Tina Bara. Galerie Schüppenhauer, Köln
- 2010 erröten/redden mit Dagmar Varady. Ufo-Galerie Halle an der Saale
- 2011 !Perla_Miseria! mit Tina Bara. Landesgalerie, Linz; Haus am Kleistpark, Berlin
- 2012 !Perla_Miseria! mit Tina Bara, Kunst+Projekte e. V., Galerie der Stadt Sindelfingen
- 2012 Alba D’Urbano, Topographie de l'art, Paris
- 2013 wissen mit Dagmar Varady, Kunstverein Ludwigshafen, Kunsthalle
- 2015 History/Tales mit Tina Bara, Galerie im Turm, Berlin

## Gruppenausstellungen (Auswahl)
- 1988 Video-Installation Kreis: la Piazza im Rahmen des Kulturjahres Berlin, Kulturhauptstadt Europas 1988. Esplanade, Berlin
- 1989 Internationaal audio-visueel experimenteel festival 1989. Arnheim
- 1990 Il recinto e il luogo sacro. Sora (Italien)
- 1992 Informationsdienst. Künstlerhaus Stuttgart
- 1993 Projekt Xenografia. Biennale Venedig
- 1993 Computerkunst/Arte digital. Goethe-Institut, Buenos Aires
- 1993 Voyages Virtuels. Espace Aventures, Paris
- 1994 Borderline. Neuer Berliner Kunstverein, Berlin
- 1994 Intelligente Ambiente. Ars Electronica ’94, Design Center, Linz
- 1995 Kunst, Chaos, Medien. Galerie der Stadt Sindelfingen
- 1995 Manual Devices. Kunstmesse Frankfurt, Frankfurt am Main
- 1995 Telepolis. FIL, Luxemburg
- 1996/97 Arte Electronica. Goethe-Institut, Madrid
- 1996/97 Fotografie nach der Fotografie. Kunsthalle Krems; Städtische Galerie Erlangen; Museet for Fotokunst, Odense; Fotomuseum Winterthur; Finnish Museum of Photography, Helsinki; Institute of Contemporary Art, Philadelphia
- 1996/97 Inszenierung und Vergegenwärtigung. Kirche St. Martin, Begleitveranstaltung zur Dokumenta X, Kassel
- 1998/99 Lingerie: eine Unterwelt. Museum Bellerive, Zürich
- 1998/99 Skulptur, Figur, Weiblich. Landesgalerie Oberösterreich, Linz
- 1998/99 Kunst und Papier auf dem Laufsteg (Modenschau). Deutsche Guggenheim, Berlin
- 1998/99 Natural Reality. Ludwig Forum für Internationale Kunst, Aachen
- 2000 Der Anagrammatische Körper. ZKM, Karlsruhe
- 2000 Crossfemale. Künstlerhaus Bethanien, Berlin
- 2001 GeldLust: ModelBanking. Kunsthalle Tirol, Hall
- 2001 KIMAF. Gallery of the Center for Contemporary Art, Kiew
- 2002 Skin: Surface, Substance and Design. Cooper-Hewitt, National Design Museum, New York
- 2002 Nackt. Museum für Kunst und Gewerbe Hamburg
- 2002 Die zweite Haut – Kunst und Kleidung. Museum Bellerive, Zürich
- 2002 Der Akt in der Kunst des 20. Jahrhunderts. Kunsthalle in Emden
- 2003 now and forever – Beständigkeit und Moden in der Kunst. Luitpoldblock, München
- 2003 Bellissima. Galerie der HGB, Leipzig
- 2003 Through the Looking Glass: Women and Self-Representation in Contemporary Art. Palmer Museum of Art, Pennsylvania State University
- 2004 Annäherungen an das Glück. ACC Galerie, Weimar
- 2005/06 Pattern Language – Clothing as Communicator. Tuft University Art Gallery, Medford; Krannert Art Museum, University of Illinois Urbana-Champaign; University Art Museum, University of California, Santa Barbara; Frederick R. Weisman Museum of Art, University of Minnesota, Minneapolis
- 2005/06 Elettroshock The video in Italy from the 70’s till today (1973-2006). China Central Academy of Fine Arts, Beijing, Guangdong Museum of Art, Guangzhou
- 2005/06 Eine Frage [nach] der Geste, Oper Leipzig
- 2007 Second Skin: Entry 2006. Museum of Contemporary Art, Taipei, Taiwan
- 2007 Transparent. Granary, Fiskars, Finland
- 2008 Frauen bei Olympia. Frauenmuseum, Bonn
- 2008 Kunstwerke 36. Internationales Festival für Kunst und Technologie, Melbourne, Florida
- 2009/10 Das Böse ist ein Eichhörnchen. Landgericht Leipzig, Leipzig
- 2009/10 YOU_Ser: The Century of the Consumer, ZKM 10th anniversary. Santralistanbul, Istanbul
- 2009/10 Bewegte Welt – erzählte Zeit. Akademie der Künste, Berlin; Zentrum für zeitgenössische Kunst, Moskau; Museum für Gegenwartskunst, Kiew; Loftgalerie Etage, St. Petersburg, Sibirisches Zentrum für zeitgenössische Kunst, Nowosibirsk, Almaty, Taschkent
- 2009/10 That Obscure Object of Desire. offiCina Gallery, Beijing
- 2009/10 Intimacy! Baden in der Kunst. Kunstmuseum Ahlen
- 2009/10 Agents and Provocateurs. MedienKunstVerein Dortmund
- 2011 Puzzle. Galerie für Zeitgenössische Kunst, Leipzig
- 2011 Morceaux Exquis. Espace Fondation EDF, Paris
- 2011 Wenn jemand eine Reise tut. Galerie für Zeitgenössische Kunst, Leipzig
- 2012 Mal schauen!, Motorenhalle Dresden
- 2012 Viaggio in Italia, Ausstellung von Studierenden der HGB Leipzig und eingeladenen Gästen, Werkschauhalle, Spinnerei Leipzig
- 2012 Collection’s Show 2012, Part 1: Aneignung der Gegenwart, Galerie für zeitgenössische Kunst (GfzK), Leipzig
- 2013 Inside Out – Einblicke in Mode, Museum für Kunst und Gewerbe, Hamburg
- 2013 INTIMATE (Studierende der Klasse Intermedia, HGB), Galerie Eigen+Art, Leipzig
- 2013 Cultural Clash Nomade (HGB Leipzig, HEAD Genève), in: Leipzig, Nordhausen, Frankfurt am Main, Ludwigshafen, Strasbourg, Genève
- 2013 Subversive Design, Brighton Museum & Art Gallery (UK)
- 2014 Gyeongnam International Photography Festival, Art Center, Changwon (KR)
- 2014 Source, Nanjing University of the Arts, Nanjing (CN)
- 2014 Medialer Ausnahmezustand mit Tina Bara, Nationalmuseum Stettin (PL)
- 2015 Leipzig, Heldenstadt? mit Tina Bara, Goethe Institute Marseille (F)
- 2015 2.5.0. – Object is Meditation and Poetry mit Tina Bara, Grassi Museum, Leipzig
- 2015 IKONISCH/ICONICO – Das Bild als Referenz, Medienkunst Lateinamerikas und Deutschlands mit Tina Bara, Goethe Institute Madrid (E)
- 2015 Desperate Housewives? Künstlerinnen räumen auf, Museum Kulturspeicher Würzburg

## Arbeiten in öffentlichen Sammlungen (Auswahl)
- Gutenberg-Museum, Mainz
- Sammlung der Stadt Frankfurt am Main
- Sammlung der Stadt Fellbach
- Deutsche Gesellschaft für Wertpapiere (DWS), Frankfurt am Main
- Dresdner Bank, München
- Sammlung der Galerie für zeitgenössische Kunst in Termoli, Italien (Galleria Civica d'Arte Contemporanea)
- Deutsche Bank, Darmstadt
- Medienmuseum, Karlsruhe
- Medienhaus, Frankfurt am Main
- Deutsche Guggenheim, Berlin
- Sächsischer Kunstfonds des Freistaates Sachsen, Dresden
- Kunsthalle Dominikanerkirche, Osnabrück
- Museum für Kunst und Gewerbe Hamburg[19]
- Museum Bellerive, Zürich

## Preise und Stipendien/Auszeichnungen
- 1987 Förderung der Redaktion von Das kleine Fernsehspiel (ZDF) für die Realisation des Videos Kreis, der
- NaFög-Stipendium der Universität der Künste, Berlin
- Projektförderung der Röhm GmbH, Darmstadt
- 1990 Stipendium Pépinières von Eurocréation, Paris
- 2006 Projektförderung durch die Kulturstiftung des Bundes für Eine Frage (nach) der Geste
- 2009 Projektförderung durch die Stiftung Kunstfonds für Covergirl: Wespen-Akte

## Deutschsprachige Literatur von und über Alba D'Urbano (Auswahl)
- Thomas Wolff: Neues aus der Raumforschung. In: Steiger, Charly (Hg.): Sequenz, Frankfurt am Main 1995.
- Alba D’Urbano: Hautnah. In: Kunstforum International, Kunstforumverlag Ruppichteroth 1995; sowie in Fotografie nach der Fotografie (Memento vom 18. November 2015 im Internet Archive), Verlag der Kunst, München 1995.
- Hans-Peter Schwarz: Touch me. In: Medien-Kunst-Geschichte, Prestel Verlag, München 1997.
- Ingrid Mössinger: Alba D‘Urbano. In: Barbara Wally (Hg.), Skulptur, Figur, Weiblich, (Ausstellungskatalog), Bibliothek der Provinz, Linz 1998.
- Karin Wendt: Experimentum Loci: Virtuelle Räume. In: Hermann, Mertin, Valting (Hg.): Die Gegenwart der Kunst, Wilhelm Fink Verlag, München 1998.
- Claudia Benthien: Haut. Literaturgeschichte – Körperbilder – Grenzdiskurse, Rowohlt Verlag, Reinbek 1999.
- Günter Meißner: Alba D'Urbano. In: Günter Meißner (Hg.), Allgemeines Künstlerlexikon, Band 31, S. 181ff., Saur Verlag, München 2002.
- Dieter Daniels, Alba D’Urbano: Utopie: Ursprung aller Medien. In: Andreas Broekman, *Rudolf Frieling (Hg.): Bandbreite-Medien zwischen Kunst und Politik, Kulturverlag Kadmos Berlin 2004.
- Petra Leutner: Oberflächen mit Körper. In: Christian Janecke (Hg.): Haare Tragen, Böhlau Verlag, Köln, 2004.
- Alexandra Kolossa: Die Anwesenheit der Abwesenden Alba D’Urbano – Eine Annäherung. In: Alba D’Urbano: Whoami: In ordine Sparso, Verlag für Moderne Kunst, Nürnberg, 2006.
- Hubertus von Amelunxen: Einmal hören. Für Alba. In: Alba D'Urbano: Whoami: In ordine Sparso, Verlag für Moderne Kunst, Nürnberg, 2006.
- Cora von Pape: Kunstkleider. Die Präsenz des Körpers in textilen Kunst-Objekten des 20. Jahrhunderts, Transcript-Verlag, Bielefeld, 2008.
- Ingrid Loschek: Wann ist Mode? Strukturen, Strategien und Innovationen, Dietrich Reimer Verlag, Berlin, 2007.
- Constanze Küsel: Die Made in der Schokolade. Frankfurt University Press, Frankfurt am Main, 2010.
- Alba D’Urbano: Erschreckend Schön: Körperpoetik und Körperkonstruktion. In KUNSTmagazin 1005 (S. 8–13), KUNSTverlag, Berlin 2011.
- Paolo Bianchi: Alba D’Urbano & Dagmar Varady »wissen – ein Werkkatalog«, in: Kunstforum 225, März–April 2014, S. 320–323